# 瑞穆尔-悌曼反应
瑞穆尔－悌曼反应（英語：Reimer–Tiemann reaction）是苯酚类化合物和氯仿在强碱水溶液中反应，在酚基的邻位引入一个醛基（-CHO）的过程
。这个反应是一个典型的亲电芳香取代反应，亲电试剂是二氯卡宾（:CCl2），但仅有苯环上富电子的酚类（实际上是酚基负离子）才可发生此类反应。反應首先由卡爾·雷默
和 Ferdinand Tiemann報道。
例如，苯酚在氯仿、氫氧化鉀的作用下生成水楊醛，反應式如下：

## 反应机理
瑞穆尔-悌曼反应的機理如下：
氯仿（1）与强碱溶液反应产生氯仿碳负离子（2），该阴离子会立即发生α-消去反应（alpha-eliminate）形成二氯碳烯（3）。二氯碳烯能与苯酚（4）酚羟基邻位（5）的碳原子反应，使该次甲基上的氢原子被新形成的基团取代（7）。碱水解后，便能获得期望产物（9）。

### 選擇性
由於二氯卡賓（3）上的兩個氯，使得其非常缺電子，而被富電子的（5）所吸引。這相互作用令甲酰化反應發生在鄰位。

## 反應條件
氫氧化物不易溶於氯仿，所以反應通常在一個兩相的系統進行，即是以氫氧化物水溶液作水相，氯仿作有機相。因此，兩個反應物分隔兩相，需要快速攪拌、相轉移催化劑或者乳化劑（例如以1,4-二噁烷作反應的溶劑）使兩者能夠反應。
反應一開始需要加熱，但反應一旦開始，可能會大量的放熱，容易發生熱失控的情況。

## 應用範圍
瑞穆尔-悌曼反应也可以被用來合成其他酚類化合物，例如萘酚。富電子的雜環化合物如吡咯、吲哚等也可以發生反應，然而，二氯卡賓會引發擴環，生成3-氯代吡啶或3-氯代喹啉。這反應稱作Ciamician-Dennstedt 重排，以化學家GL Ciamician 和 M. Dennstedt而命名。
然而，二氯卡賓可以與碳碳雙鍵（烯烴）、胺反應，分別生成二氯環丙烷和异腈。所以，這反應可能不適合擁有上述官能團的底物。另外，很多底物不能與氫氧化物加熱。

## 變體
以四氯化碳取代氯仿，可以生成酚酸。例如，苯酚在四氯化碳、强鹼水溶液生成水楊酸，而不是原先的水楊醛。

## 與其他方法的比較
除了瑞穆尔-悌曼反应，加特曼反应、加特曼-科赫反應、维尔斯迈尔-哈克反应、达夫反应等都可在芳香環上引入甲酰基。然而，考慮到反應的難易度和安全，瑞穆尔-悌曼反应很多時候會是有機合成中最具優勢的甲酰化反應。在以上提及到的反應之中，瑞穆尔-悌曼反应是唯一一個不需要在酸性或（和）無水條件之下進行的反應。而且，加特曼-科赫反應不適用於酚類的底物。